# Woodes Rogers
Woodes Rogers (1679 Bristol – 15. července 1732 Nassau) byl anglický kapitán, korzár a později i první královský guvernér Baham. Patřil k několika významným lidem, kteří žili v Karibiku.

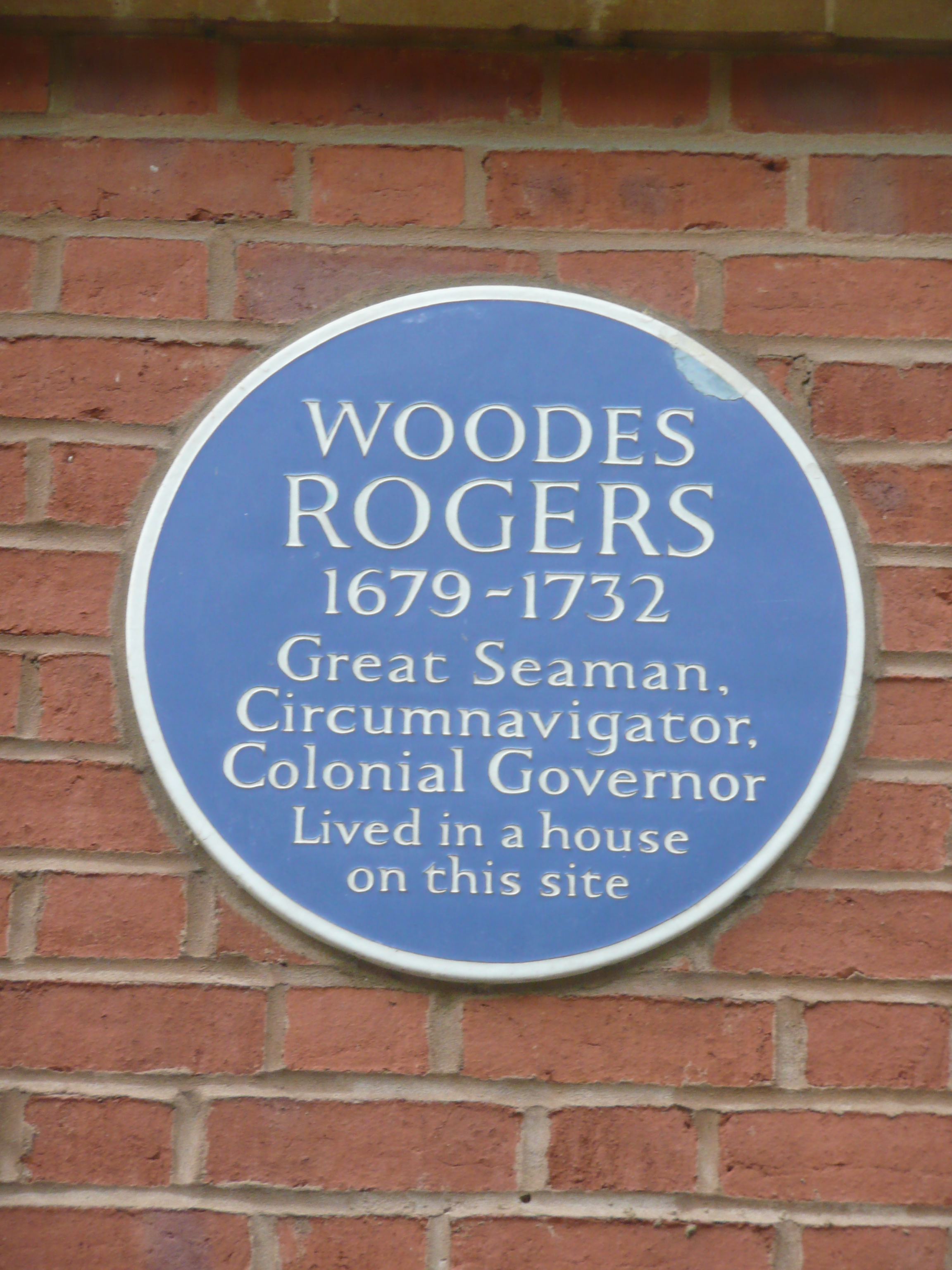
Pamětní deska na místě Rogersova bydliště v Bristolu

## Život
Rogers pocházel z námořnické rodiny, vyrostl v Poole a Bristolu. Vypracoval se z nejnižšího námořníka, přes piráta až na kapitána a později i na guvernéra. Jeho otec vlastnil akcie mnoha lodí, zemřel, když Rogersovi bylo okolo 25 let a zanechal mu na starosti rodinný lodní obchod. 
Jeho manželkou se stala Sarah Whetstone, dcera sira admirála Whetsona. I tím se stal váženým občanem Bristolu. Měli spolu syna a dvě dcery.
Když začala válka mezi Anglií a Francií se Španělskem, dostaly některé lodě povolení útočit a okrádat nepřátelské loďstvo. Nejméně 4 Rogersovy lodě toto povolení měly. 
V roce 1708 se spojil s kapitánem Williamem Dampierem, se kterým vypluli na expedici. Rogers vyplul se dvěma loděmi “Duke” a “Duchess”. Za tři roky obeplul celou zeměkouli. 
1. února 1709 zachránil v souostroví Juana Fernándeze Alexandra Selkirka, muže, který inspiroval Daniela Defoe k napsání knihy Robinson Crusoe. Alexander strávil na opuštěném ostrově 4 roky a to ho ještě více proslavilo.
Po návratu byl velmi vážený a slavný a tak dostal ještě těžší úkol. V roce 1717 byl Rogers oficiálně jmenován Královským guvernérem Baham. Tento region Karibiku byl celý obklopen piráty. Okolní guvernéři byli však velmi zkorumpovaní piráty. Byl to dočista pirátský ráj. Nakonec se mu podařilo na Bahamách vytvořit velmi organizovaný režim. Donutil piráty se vzdát, někteří piráti přijali královskou amnestii a ti mu poté pomáhali v pronásledování pirátů, kteří se nenechali přesvědčit.

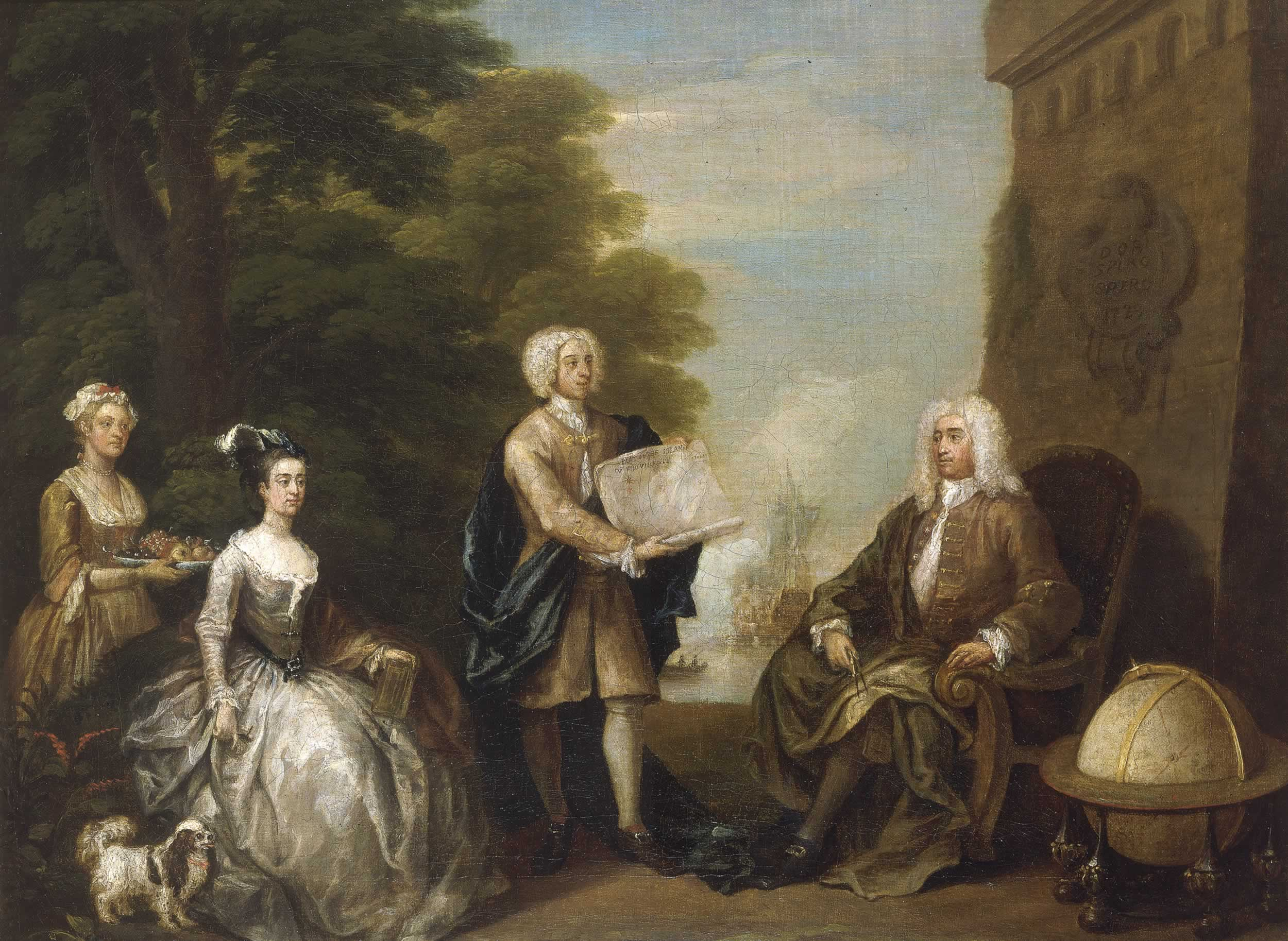
Rogers (vpravo) obdrží mapu ostrova New Providence od svého syna. Obraz je od William Hogartha z roku 1729

Rogers byl dvakrát jmenován guvernérem na Bahamách. Jeho první guvernérské období bylo finančně velmi náročné a když se vrátil do Anglie, byl uvězněn kvůli zadlužení. Při svém druhém období jako guvernér zemřel v Nassau ve věku 53 let.
Rogers se setkal s různými problémy i se vzpourami, které všechny překonal. Bude se na něj vzpomínat jako na významného muže, národního hrdinu, který pomohl Karibskému moři od pirátů.